# Eurobowl 2003
Navigation
Édition précédente Édition suivante
L'Eurobowl 2003 est la 17e édition de l'Eurobowl.
Elle sacre les Allemands des Lions de Brunswick.

## Clubs de l'édition 2003
| Équipe                       | Nationalité |
| ---------------------------- | ----------- |
| Lions de Brunswick           | Allemagne   |
| Vikings de Vienne            | Autriche    |
| Dracs de Badalona            | Espagne     |
| Argonautes d'Aix-en-Provence | France      |
| Flash de La Courneuve        | France      |
| Dolphins d'Ancône            | Italie      |
| Lions de Bergame             | Italie      |
| Bears de Moscou              | Russie      |
| Kishinev Barbarians          | Russie      |
| Patriots de Moscou           | Russie      |
| Mean Machines de Stockholm   | Suède       |
| Scythians de Donetsk         | Ukraine     |

## Les matches de poules
| Date     | Home                         | Score   | Away                       |
| -------- | ---------------------------- | ------- | -------------------------- |
| 12 avril | Dracs de Badalona            | 17 - 6  | Patriots de Moscou         |
| 27 avril | Flash de la Courneuve        | 30 - 14 | Dolphins d'Ancône          |
| 27 avril | Scythians de Donetsk         | 114 - 6 | Barbarians de Kishinev     |
| 27 avril | Argonautes d'Aix-en-Provence | 21 - 39 | Lions de Bergame           |
| 10 mai   | Dolphins d'Ancône            | 20 - 48 | Lions de Brunswick         |
| 11 mai   | Argonautes d'Aix-en-Provence | 27 - 13 | Bears de Moscou            |
| 17 mai   | Patriots de Moscou           | 36 - 39 | Mean Machines de Stockholm |
| 18 mai   | Vikings de Vienne            | 47 - 8  | Scythians de Donetsk       |
| 24 mai   | Lions de Brunswick           | 44 - 8  | Flash de la Courneuve      |
| 24 mai   | Mean Machines de Stockholm   | 18 - 19 | Dracs de Badalona          |
| 25 mai   | Lions de Bergame             | 65 - 3  | Bears de Moscou            |

## Classement général
| Qualifié en demi-finales |

| Groupe A              |      |      |      |     |          |            |
| Club                  | Vic. | Nuls | Déf. | Pts | Pts pour | Pts contre |
| Lions de Brunswick    | 2    | 0    | 0    | 4   | 92       | 28         |
| Flash de La Courneuve | 1    | 0    | 1    | 2   | 38       | 58         |
| Dolphins d'Ancône     | 0    | 0    | 2    | 0   | 34       | 78         |

| Groupe B                   |      |      |      |     |          |            |
| Club                       | Vic. | Nuls | Déf. | Pts | Pts pour | Pts contre |
| Dracs de Badalona          | 2    | 0    | 0    | 4   | 36       | 24         |
| Mean Machines de Stockholm | 1    | 0    | 1    | 2   | 57       | 55         |
| Patriots de Moscou         | 0    | 0    | 2    | 0   | 42       | 56         |

| Groupe C             |      |      |      |     |          |            |
| Club                 | Vic. | Nuls | Déf. | Pts | Pts pour | Pts contre |
| Vikings de Vienne    | 2    | 0    | 0    | 4   | 47       | 8          |
| Scythians de Donetsk | 1    | 0    | 1    | 2   | 122      | 53         |
| Kishinev Barbarians  | 0    | 0    | 2    | 0   | 6        | 114        |

| Groupe D         |      |      |      |     |          |            |
| Club             | Vic. | Nuls | Déf. | Pts | Pts pour | Pts contre |
| Lions de Bergame | 2    | 0    | 0    | 4   | 104      | 24         |
| Argonautes d'Aix | 1    | 0    | 1    | 2   | 48       | 52         |
| Bears de Moscow  | 0    | 0    | 2    | 0   | 16       | 92         |

## Play-offs

### Demi-finales
| Date         | Vainqueur          | Score   | Perdant           |
| ------------ | ------------------ | ------- | ----------------- |
| 14 juin 2003 | Lions de Brunswick | 50 - 20 | Dracs de Badalona |
| 15 juin 2003 | Vikings de Vienne  | 34 - 33 | Lions de Bergame  |

### Finale
| Date, Lieu                  | Vainqueur          | Score   | Perdant           |
| --------------------------- | ------------------ | ------- | ----------------- |
| 5 juillet 2003, à Brunswick | Lions de Brunswick | 21 - 14 | Vikings de Vienne |

## Sources
- (en) www.eurobowl.info